# Franz Philipp von Wildenstein
Franz Philipp Freiherr von Wildenstein (* 19. April 1696 in der Steiermark; † 11. März 1770) war Ritter des Deutschen Ordens aus dem steirischen Adelsgeschlecht derer von Wildenstein.

## Leben
Der aus der Steiermark stammende Franz Philipp von Wildenstein wurde am 20. Juni 1730 in Ellingen in den Deutschen Orden aufgenommen. 1734 wurde er Hauskomtur in Mergentheim und 1738 Komtur von Oettingen und Donauwörth.
Seit 1741 war er Komtur der Deutschordens-Kommende Virnsberg und wurde zudem 1746 Ratsgebietiger der Ballei Franken.
Bereits seit 1730 war er Hauptmann des hochfürstlichen Würzburgischen General-Eyb'schen Regiments zu Fuß und wurde 1737 zum Major sowie 1745 zum Generalmajor befördert. Hierzu übernahm er 1747 als Gouverneur die Verwaltung von Rheinberg-Traar.
Der Kölner Erzbischof und Hochmeister des Deutschen Ordens Clemens August I. von Bayern ernannte Wildenstein am 25. Juli 1748 zum Statthalter der hochmeisterlichen Herrschaften Freudenthal, Eulenberg und Busau in Schlesien und Mähren, was er bis 1757 blieb.
| Personendaten    | Personendaten                                                |
| ---------------- | ------------------------------------------------------------ |
| NAME             | Wildenstein, Franz Philipp von                               |
| ALTERNATIVNAMEN  | Wildenstein, Franz Philipp Freiherr von (vollständiger Name) |
| KURZBESCHREIBUNG | Ritter des Deutschen Ordens                                  |
| GEBURTSDATUM     | 19. April 1696                                               |
| GEBURTSORT       | Steiermark                                                   |
| STERBEDATUM      | 11. März 1770                                                |